# Том и Джерри. Комедийное шоу
«Том и Джерри. Комедийное шоу» (англ. The Tom and Jerry Comedy Show) — анимационный мультсериал с участием кота Тома и мышонка Джерри, который транслировался на телеканале CBS с 6 сентября по 13 декабря 1980. Мультсериал был создан студиями Filmation и MGM Television.

## Описание
Версия Filmation (ведущего конкурента Hanna-Barbera в области телевизионной анимации в то время) смогла восстановить знакомый формат погони и вновь представила не только Тайка и Нибблса (здесь его зовут «Таффи»), но и некоторых других персонажей мультфильмов студии Metro-Goldwyn-Mayer, за исключением Мамочки два тапочка, которая не появлялась в мультфильмах с 1953 года. Получасовые серии данного шоу содержат две серии «Тома и Джерри», а также и серии про Друпи в середине, содержавшие и некоторых других персонажей.
Изначально шоу планировалось назвать «The Cat and Jam Comedy Show».

## Трансляция
Транслировалось на CBS. Позже шоу добавили в синдицированный пакет, также включавший в себя и обычные серии «Тома и Джерри».

## Персонажи
- Том — главный персонаж, домашний питомец Мамочки Два Тапочка и антропоморфный кот. Враг Джерри, но в некоторых сериях может дружить с Джерри. Всегда пытается поймать Джерри и съесть его, но терпит неудачи.
- Джерри — второй главный персонаж, маленький коричневый мышонок. Хитрый, любит поесть. Хотя он кажется маленьким мышонком, он умеет постоять за себя. Борется против кота Тома, но иногда дружит с ним.
- Друпи — унылый пёс белого цвета, который не улыбается. Невзирая на это, он хорошо выходит из сложных ситуаций, потому что он умный.
- Спайк[англ.] — пёс породы английский бульдог. Является в каком-то смысле другом мышонка Джерри и его телохранителем. У него есть маленький сыночек Тайк, маленький щенок, очень любящий его и он сам любит своего сына. Не любит, когда Том мешает ему.
- Медведь Барни[англ.] — дружелюбный медведь, любит поесть. В основном он любит покушать мёд, малину и даже ради голода не прочь половить рыбу.
- Таффи[англ.] — маленький серый мышонок в подгузнике, приёмный сын Джерри и его племянник. Помогает Джерри сражаться с Томом и забирать еду у кота.
- Тайк[англ.] — сын Спайка. Маленький щенок породы английский бульдог. Не произносит ничего кроме лая. Очень любит своего отца. Учится у отца гнать Тома.
- Волк Слик[англ.] — красный волк. Имеет некоторые отрицательные качества в своём характере. Заклятый враг Друпи, участвует в мультфильмах вместе с ним.

## Список серий
| #  | Дата выхода           | Название                                  |
| -- | --------------------- | ----------------------------------------- |
| 1  | 6 сентября 1980 года  | Farewell, Sweet Mouse                     |
| 1  | 6 сентября 1980 года  | Droopy’s Restless Night                   |
| 1  | 6 сентября 1980 года  | New Mouse in the House                    |
| 2  | 13 сентября 1980 года | Heavy Booking                             |
| 2  | 13 сентября 1980 года | Matterhorn Droopy                         |
| 2  | 13 сентября 1980 года | The Puppy Sitter                          |
| 3  | 20 сентября 1980 года | Most Wanted Cat                           |
| 3  | 20 сентября 1980 года | Pest in the West                          |
| 3  | 20 сентября 1980 года | Cat in the Fiddle                         |
| 4  | 27 сентября 1980 года | Invasion of the Mouse Snatchers           |
| 4  | 27 сентября 1980 года | The Incredible Droop                      |
| 4  | 27 сентября 1980 года | The Plaid Baron Strikes Again             |
| 5  | 4 октября 1980 года   | Incredible Shrinking Cat                  |
| 5  | 4 октября 1980 года   | Scared Bear                               |
| 5  | 4 октября 1980 года   | When the Rooster Crows                    |
| 6  | 11 октября 1980 года  | School for Cats                           |
| 6  | 11 октября 1980 года  | Disco Droopy                              |
| 6  | 11 октября 1980 года  | Pied Piper Puss                           |
| 7  | 18 октября 1980 года  | Under the Big Top                         |
| 7  | 18 октября 1980 года  | Lumber Jerks                              |
| 7  | 18 октября 1980 года  | Gopher It, Tom                            |
| 8  | 25 октября 1980 года  | Snowbrawl                                 |
| 8  | 25 октября 1980 года  | Getting the Foot                          |
| 8  | 25 октября 1980 года  | Kitty Hawk Kitty                          |
| 9  | 1 ноября 1980 года    | Get Along, Little Jerry                   |
| 9  | 1 ноября 1980 года    | Star-Crossed Wolf                         |
| 9  | 1 ноября 1980 года    | Spike’s Birthday                          |
| 10 | 8 ноября 1980 года    | No Museum Peace                           |
| 10 | 8 ноября 1980 года    | A Day at the Bakery                       |
| 10 | 8 ноября 1980 года    | Mouse Over Miami                          |
| 11 | 15 ноября 1980 года   | The Trojan Dog                            |
| 11 | 15 ноября 1980 года   | Foreign Legion Droopy                     |
| 11 | 15 ноября 1980 года   | Pie in the Sky                            |
| 12 | 22 ноября 1980 года   | Save That Mouse                           |
| 12 | 22 ноября 1980 года   | Old Mother Hubbard                        |
| 12 | 22 ноября 1980 года   | Say What?                                 |
| 13 | 29 ноября 1980 года   | Superstocker                              |
| 13 | 29 ноября 1980 года   | Droopy’s Good Luck Charm                  |
| 13 | 29 ноября 1980 года   | The Great Mousini                         |
| 14 | 6 декабря 1980 года   | Jerry’s Country Cousin                    |
| 14 | 6 декабря 1980 года   | The Great Diamond Heist                   |
| 14 | 6 декабря 1980 года   | Mechanical Failure                        |
| 15 | 13 декабря 1980 года  | A Connecticut Mouse in King Arthur’s Cork |
| 15 | 13 декабря 1980 года  | The Great Train Rubbery                   |
| 15 | 13 декабря 1980 года  | Stage Struck                              |

## Критика
Ответвления первоисточника и отдельные кинофильмы, созданные Hanna-Barbera и Filmation, получили менее восторженные отзывы. В основном критика шла в сторону проектов, таких, как «Шоу Тома и Джерри» и «Том и Джерри. Комедийное шоу», где в качестве недостатков отмечали слабый сюжет данных эпизодов. Журналист Том Валланс, создавая статью про Джозефа Барберу, отметил, что, кроме историй, недостатков у мультфильмов Hanna-Barbera было много, например, аниматоры часто использовали ограниченную анимацию, чтобы снизить затраты на производство. Однако при жизни сам Барбера ещё говорил, что без данной техники многие их проекты не были показаны по телевидению по причине больших расходов, и пришлось, по его словам, искать новую работу.

## Международный выпуск
| Страна                      | Каналы)                              |
| --------------------------- | ------------------------------------ |
| Великобритания              | Channel 4                            |
| Соединённые Штаты Америки   | CBS                                  |
| Франция                     | France 4                             |
| Мексика                     | XHGC Телевиса                        |
| Австралия                   | ABC1 ABC2 ABC3                       |
| Польша                      | Стиль ТВН                            |
| Чехия                       | Баррандов ТВ                         |
| Финляндия                   | Нелонен                              |
| Швеция                      | СВТ                                  |
| Германия                    | ARD                                  |
| Таиланд                     | TrueVisions                          |
| Республика Кипр             | Кипрская радиовещательная корпорация |
| Греция                      | Звездный канал                       |
| Южно-Африканская Республика | DSTV                                 |
| Сербия                      | Счастливого ТВ                       |
| Бразилия                    | SBT                                  |
| Турция                      | Планета Чокук                        |
| Россия                      | СТС, Россия 1 (ранее)                |

## Примечание
Этот сериал редко выходит в эфир в США из-за низких рейтингов. В настоящее время он транслируется на канале Teletoon Retro в Канаде. Отдельные (менее 10) серий случайным образом транслировались на Boomerang, дочернем канале Cartoon Network. И из-за таких низких рейтингов Warner Bros. не планирует выпускать это на DVD, за исключением "Jerry's Country Cousin", который был выпущен на DVD "Tom and Jerry: Deluxe Anniversary Collection", выпущенном еще в 2010.